# فيليب ميخائيل
فيليب ميخائيل (بالإنجليزية: Philip Michael)‏ هو ممثل بريطاني، ولد في 1982 بلندن في المملكة المتحدة.

## أعمال

### أفلام
- (2008) ماما ميا![2][3][4][5]

## وصلات خارجية
- فيليب ميخائيل على موقع IMDb (الإنجليزية)
- فيليب ميخائيل على موقع ميوزك برينز (الإنجليزية)
- فيليب ميخائيل على موقع قاعدة بيانات الأفلام السويدية (السويدية)
- فيليب ميخائيل على موقع ديسكوغز (الإنجليزية)
- فيليب ميخائيل على موقع قاعدة بيانات الفيلم (الإنجليزية)